# Jacques Fromental Halévy
Jacques François Élie Fromental Halévy, vlastním jménem Elias Lévy (27. května 1799 Paříž – 17. března 1862 Nice) byl francouzský hudební skladatel, dirigent a hudební pedagog.

## Život
Halévy se narodil v Paříži jako syn kantora Élia Halfona Lévyho, který přišel do Francie z Bavorska. Byl spisovatelem, učitelem a sekretářem pařížské židovské obce. V roce 1807 si rodina změnila jméno na Halévy. Přízvisko Fromental, znamenající ovsík, připomíná den narození, který byl této rostlině zasvěcen ve francouzském revolučním kalendáři. Na konzervatoř vstoupil v devíti letech. V roce 1809 a stal se žákem a později i chráněncem Luigiho Cherubiniho. Po dvou druhých místech konečně v roce 1819 získal Prix de Rome za kantátu Herminie.
Vzhledem k úmrtí matky musel cestu do Říma odložit, což mu umožnilo přjmout první zakázku na Smuteční pochod a De profundis v hebrejském pojetí na paměť zavraždění od Karla Ferdinanda Bourbonského od Consistoire Israélite du Département de la Seine. Skladba byla proveden 24. března 1820 a měla značný úspěch.
V roce 1822 navštívil Vídeň, kde se seznámil s Beethovenem. Od roku 1826 byl sbormistrem v Théâtre Italien, kde se mu podařilo v roce 1828 uvést operu Clari. V Opéra-Comique se hrály v roce 1827 jeho dvě komické opery L'Artisan a Le Roi et le batelier. V roce 1829 se pak v tomto divadle stal sbormistrem. V témže roce byl jmenován profesorem harmonie a doprovodu na pařížské konzervatoři. Od roku 1833 byl profesorem kontrapunktu a fugy a od roku 1840 vyučoval i kompozici. Měl mnoho pozoruhodných studentů. Byli mezi nimi např.: Georges Bizet, Aimé Maillart či Camille Saint-Saëns.
23. února 1835 měla v pařížské Opeře premiéru Halévyho opera La Juive (Židovka), která se stala skladatelovým největším úspěchem. Na následujících sto let se stala základním kamene francouzského repertoáru všech světových operních scén a zářili v ní přední světoví operní sólisté včetně Enrica Carusa. Po mimořádném úspěchu Židovky zkomponoval řadu dalších oper, ale žádná z nich ani zdaleka nedosáhla srovnatelného úspěchu.
V roce 1836 byl Halévy zvolen členem Akademie krásných umění. Působil jako tajemník Akademie a předsedal několika komisím této instituce. Roku 1849 zkomponoval kantátu Prométhée enchaîné, která je považována za první skladbu v západní hudbě, ve které jsou použity čtvrttóny.
Halévy zemřel 17. března 1862 v Nice ve věku 62 let. Svou poslední operu, Noé, již nedokončil. Dokončení se ujal jeho bývalý žák Georges Bizet. Opera měla premiéru až 10 let po smrti skladatele.
Halévyho žena Leónie, která byl o dvacet let mladší a měla během manželství závažné mentální problémy, se zotavila a stala se uznávanou sochařkou. Jejich dcera Geneviève se provdala za Georgese Bizeta. Bratr Léon se stal spisovatelem a historikem. Napsal jednu z prvních biografií svého bratra. Syn Léonův, Ludovic, byl libretistou mnoha francouzských oper. Napsal např. libreto k Bizetově Carmen nebo k opeře Hoffmannovy povídky Jacqua Offenbacha.

## Dílo

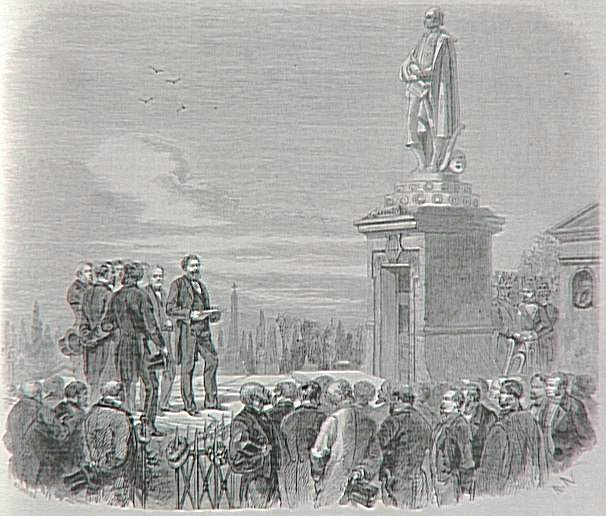
Odhalení pomníku na hřbitově Montmartre.

### Opery
- Les Bohémiennes (1819-1820, ztraceno)
- Marco Curzio (1822 Paříž)
- Pygmalion (1824 Paříž)
- Erostrate (1825 Paříž)
- Clari, opera semiseria (libreto Pietro Giannone, 1828 Paříž, Théâtre-Italien)
- Židovka (La Juive), grand opéra (libreto Eugène Scribe, 1835 Paříž, Opéra)
- Guido et Ginèvra ou La Peste de Florence, grand opéra (libreto Eugène Scribe, 1838 Paříž, Opéra)
- Le Drapier (libreto Eugène Scribe, 1840 Paříž, Opéra)
- La Reine de Chypre, grand opéra (libreto Jules-Henri Vernoy de Saint-Georges, 1841 Paříž, Opéra)
- Charles VI., grand opéra(libreto Casimir a Germain Delavigne, 1843, Paříž, Opéra)
- Le Lazzarone ou Le Bien vient en dormant (libreto Jules-Henri Vernoy de Saint-Georges, Paříž, Opéra)
- La Tempesta, opéra italien(libreto Eugène Scribe, 1850 Londýn, Her Majesty's Theatre)
- Le Juif errant, grand opéra (libreto Eugène Scribe a Jules-Henri Vernoy de Saint-Georges, 1852 Paříž, Opéra)
- La Magicienne, grand opéra (libreto Jules-Henri Vernoy de Saint-Georges, 1858 Paříž, Opéra)
- Noé (libreto Jules-Henri Vernoy de Saint-Georges, dokončil Georges Bizet, 1885 Karlsruhe)
- Vanina d'Ornano (libreto Léon Halévy, nedokončeno)

### Komické opery
- Le Deux Pavillons ou Le Jaloux et le méfiant (libreto Jean Baptiste Charles Vial a Léon Halévy, 1824 Paříž)
- L'Artisan (libreto Jules-Henri Vernoy de Saint-Georges, 1827 Paříž, Opéra-Comique)
- Le Roi et le batelier (libreto Jules-Henri Vernoy de Saint-Georges, 1827 Paříž, Opéra-Comique)
- Le Dilettante d'Avignon (libreto François-Benoît Hoffman a Léon Halévy, 1829 Paříž, Opéra-Comique)
- Attendre et courir (libreto Joseph-Désiré de Bury, 1830 Paříž, Opéra-Comique)
- La Langue musicale (libreto Gabriel de Lurieu a C.-F.-J.-B. Moreau, 1830 Paříž, Opéra-Comique)
- Yella (libreto C.-F.-J.-B. Moreau a Paul Duport, 1832 Paříž, Opéra-Comique)
- Les Souvenirs de Lafleur (libreto Pierre François Adrien Carmouche a Frédéric de Courcy, 1833 Paříž, Opéra-Comique)
- Ludovic (libreto Jules-Henri Vernoy de Saint-Georges, 1833 Paříž, Opéra-Comique)
- L'Éclair ( libreto Jules-Henri Vernoy de Saint-Georges a François Antoine Eugène de Planard,. 1835 Paříž, Opéra-Comique)
- Les Treize (libreto Eugène Scribe/Paul Duport, 1839 Paříž, Opéra-Comique)
- Le Shérif (libreto Eugène Scribe, 1839 Paříž, Opéra-Comique)
- Le Guittarero (libreto Eugène Scribe,. 1841 Paříž, Opéra-Comique)
- Les Mousquetaires de la reine (libreto Jules-Henri Vernoy de Saint-Georges, 1846 Paříž, Opéra-Comique)
- Les Premiers Pas ou Les Deux Génies (libreto Alphonse Royer/Gustave Vaëz, 1847 Paříž, Opéra national, spoluautoři Adolphe Adam, Daniel-François-Esprit Auber a Michele Carafa)
- Le Val d'Andorre (libreto Jules-Henri Vernoy de Saint-Georges, 1848 Paříž, Opéra-Comique)
- La Fée aux roses (libreto Eugène Scribe a Jules-Henri Vernoy de Saint-Georges, 1849 Paříž, Opéra-Comique)
- La Dame de pique (libreto Eugène Scribe, 1850 Paříž, Opéra-Comique)
- Le Nabab (libreto Eugène Scribe a Jules-Henri Vernoy de Saint-Georges, 1853 Paříž, Opéra-Comique)
- Jaguarita l'Indienne (libreto Jules-Henri Vernoy de Saint-Georges a Adolphe de Leuven, 1855 Paříž, Théâtre-Lyrique)
- L'Inconsolable (1855 Paříž, Théâtre-Lyrique, pod pseudonymem Alberti)
- Valentine d'Aubigny (libreto Jules Barbier a Michel Carré, 1856 Paříž, Théâtre-Lyrique)

### Písně
- 3 canzonetti en style napolitain (1821)
- La veuve d'amour (slova E. Desmarest,1834)
- La venta, boléro (slova A. Gourdin, 1842)
- La fiancée du pêcheur (slova Jacob, 1842)
- Sisca l'albanaise (slova L. Escudier, 1842)
- Carl (slova George Sandová, 1843)
- Le crieur de Madrid (slova E. Barateau, 1847)
- Nizza la calabraise (slova E. Barateau, 1850
- Fabliau (slova E. Monnais, 1851
- L'étoile du marin (slova F. Méry, 1854)

### Kantáty
- Les derniers moments du Tasse (1816)
- La mort d'Adonis (1817)
- Herminie (1819)
- Marche funèbre et De profundis (hebrejská verze)
- Les plages du Nil (slova Ludovic Halévy, 1846)
- Prométhée enchaîné (text Ludovic Halévy, 1849)
- Ave verum (sóla, sbor a orcehstr, 1850)
- Cantata (text Émile Deschamps, 1856)
- Italie (1859)

### Další skladby
- Ouverture pour orchestre (1822)
- Manon Lescaut (balet, Opéra de Paris 1830)
- La tentation (opéra-ballet, Opéra de Paris, 1832)
- Messe de l'Orphéon (sóla a varhany, 1851)
- Fleurs à Marie (hymnus pro dva hlasy, 1856)